# Guich des Oudaïas
Pour les articles homonymes, voir Oudaïas.
Le guich des Oudaïas est une des composantes majeures de l'armée du Maroc, entre les XVIIe siècle et XIXe siècle, selon le principe des tribus makhzen : obligations militaires en échange de terres. Il a été créé par le sultan Moulay Ismaïl, à la suite du siège de Marrakech en 1674. 
La puissance de cette force est notamment citée par l'historien Simon Pierre, qui indique que lors de la « conquête alaouite, les peuples du Maghreb ont été pillés et désarmés, et à l’exception d’une tribu berbère et des [R]ifains, seuls les Abids et les Oudayas, disposent du monopole de la force. Trente ans plus tard, en 1727, à la mort de Moulay Ismail, ce sont les [c]aïds des Abids et des Oudayas, qui, de concert avec les [u]lémas de Meknès et les ministres, élisent sultan Moulay Ahmed Adh-Dhahabî ! ».
Le guich des Oudaïas se divisent en trois « Reha ». Il faut le distinguer de la tribu des Oudaïas en elle-même. Tout d'abord le Reha des Ahl Souss (gens du Souss), est composé de quatre tribus arabes ma'qil du Souss, à savoir les Oulad Jerrar, Oulad Mtâa, Zirara, et les Chebanate. Ces tribus avaient constitué au XVIe siècle l’armée saadienne, contre les Arabes Jochem du Gharb, faisant partie des Banu Hilal que sont les Khlot, et Safiane, qui soutenaient les Mérinides de Fès. Ensuite, le Reha des M'ghafra de Mauritanie, d'où vient Lalla Khenata, est descendant des Banu Maqil. Enfin, le Reha proprement dits des Oudaïas, où on trouve les membres de la tribu des Oudaïas. Les Oudaïas sont une puissante tribu du désert originaire de l'Adrar, dotés d'une forte cavalerie chamelière. Nomades récemment remontés vers le Nord, ils se trouvent dans le Souss, lorsque Moulay Ismaïl, qui après la prise de Marrakech à la suite du siège de la ville en 1674, rencontre un pauvre berger du nom de Bou-Chefra et apprend que son peuple a dû fuir les déserts pour cause de sécheresse, et qu'il est d'origine ma'qil tout comme lui, le Sultan compatit avec lui, et décide de créer une armée d'élite, en réunissant tout son peuple.

## Sources

### Sources bibliographiques
1. 1 2  al-Nasiri 1906, p. 68.
2. 1 2  al-Nasiri 1906, p. 66.

### Francophone
- Ahmed ben Khâled Ennâsiri Esslâoui. (trad. de l'arabe par Eugène Fumet), Kitâb Elistiqsâ li-Akhbâri doual Elmâgrib Elaqsâ [« Le livre de la recherche approfondie des événements des dynasties de l'extrême Magrib »], vol. IX : Chronique de la dynastie alaouie au Maroc, Paris, Ernest Leroux, coll. « Archives marocaines », 1906 (lire en ligne)